# St. Johannes der Täufer (Unikowo)
Die römisch-katholische Kirche St. Johannes der Täufer (polnisch Kościół pw. św. Jana Chrzciciela) in Unikowo (deutsch Glockstein) stammt aus der Ordenszeit. Der Ort liegt im früheren Kreis Rößel.

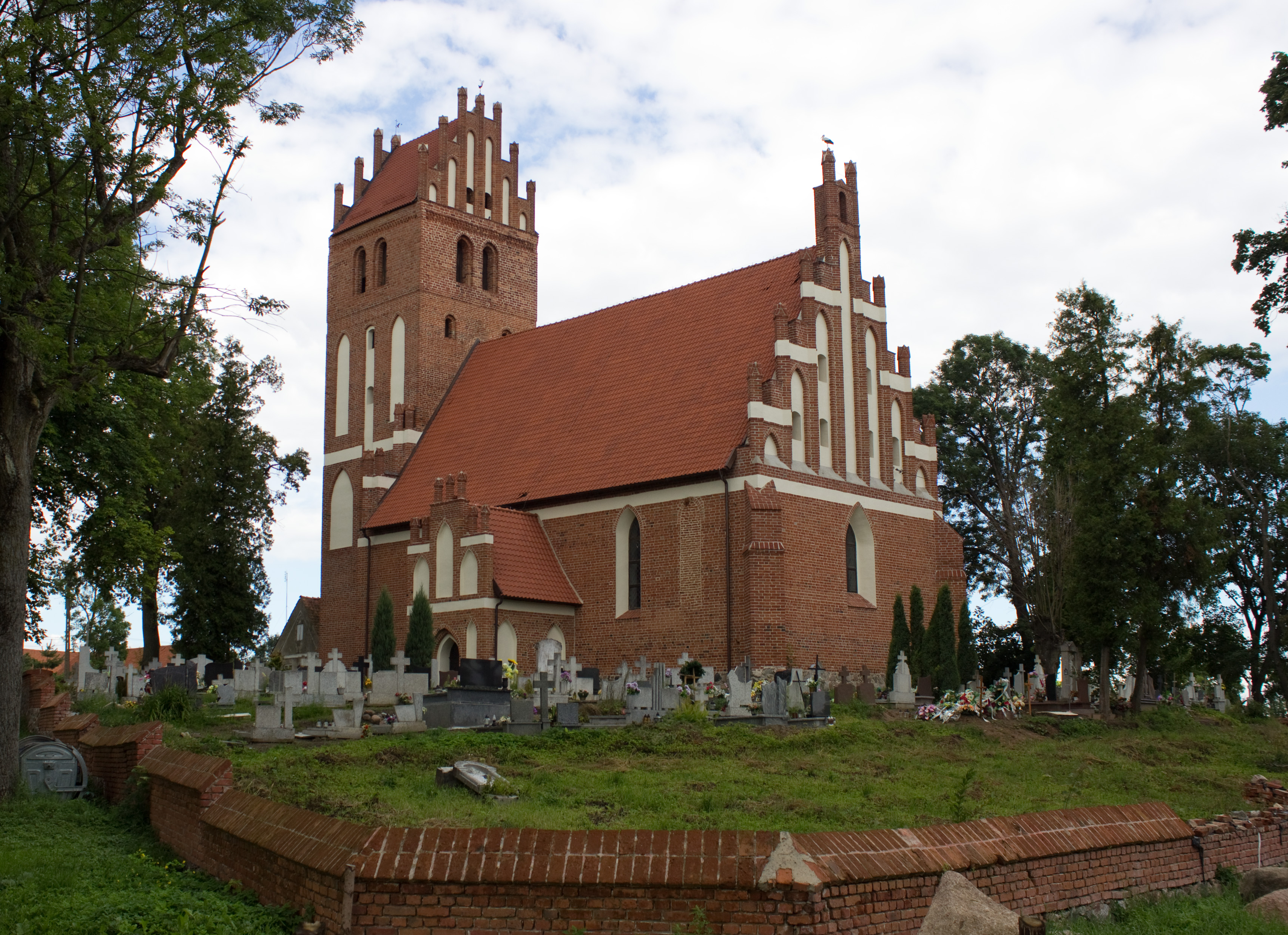
Johannes der Täufer Glockstein

## Geschichte
Zwischen 1334 und 1340 verlieh der Bischofsvogt Heinrich von Luther dem Prußen Thaysot die
Handfeste des Dorfes, wobei die zu gründende Kirche mit Freihufen dotiert wurde. Die Handfeste wurde 1357 erneuert. Die wurde wohl zusammen mit den unteren Turmgeschossen um 1390/1410 erbaut. Die Vorhalle wurde in der ersten Hälfte des 15. Jahrhunderts errichtet, das obere Turmgeschoss in der zweiten Hälfte dieses Jahrhunderts. Durch das Einpfarrungs-Dekret vom 8. September 1831 gehörte Glockstein zum evangelischen Kirchspiel Bischofstein.
Seit der polnischen Übernahme der Region ist die Kirche römisch-katholisch und zum Erzbistum Ermland zugehörig.

## Bauwerk
St. Johannes in Glockstein zeigt die charakteristischen Merkmale einer entwickelten ermländischen Dorfkirche. Die Kirche ist ein ungewölbter Saalbau mit Strebepfeilern nur an den östlichen Kanten. Die Längswände sind nur durch die Fensterfolge gegliedert, wobei die Südseite vier Fenster hat, von denen zwei vermauert sind, die Nordseite zwei Fenster. Die Ostwand hat ein spitzbogigen Mittelfenster, das in das als Horizontalabschluss dienende Putzband einschneidet. Die Sakristei ist ein schmuckloser Bau an der Nordostseite, mit dem Langhaus im Verband. Die Vorhalle im Süden steh nicht im Verband mit dem Langhaus und hat eine umlaufende Gliederung mit spitzbogigen Blenden. Der im Westen vorgebaute viergeschossige im Verband mit dem Langhaus hat im Erdgeschoss ein gestuftes Westportal im ersten und zweiten Obergeschoss je zwei breiten spitzbogigen Blenden auf jeder freien Seite, dazwischen eine schmale segmentbogige Blende. Das dritte Turmgeschoss ist mit anderem Backstein-Material gemauert und hat je zwei rundbogige Schallöffnungen, darüber ein zweilagiger Sägefries. Der Ostgiebel ist ein siebenachsiger Staffelgiebel mit durchlaufenden Spitzbogenblenden, getrennt durch Dreiecksvorlagen, die fialenartig enden. Jede Giebelstufe hat ach mit einem zinnenartigen Aufsatz. Der Giebel der Sakristei ist ein dreiachsiger Staffelgiebel mit durchlaufenden, in die Wandfläche eingetieften, zweifach gestuften Spitzbogenblenden. Die seitlichen Stufen sind von zwei und die mittlere Stufe mir drei Fialen bekrönt. Der Giebel der Vorhalle ist ein dreiachsiger Staffelgiebel mit durchlaufenden, in die Wandfläche eingetieften Spitzbogenblenden. Die seitlichen Stufen sind mit zwei und die mittlere Stufe mit drei Fialen bekrönt.

## Kircheninneres
Die Innenausstattung ist barock. Der Hauptaltar von 1712 zeigt Johannes den Täufer, Erzengel Michael. Die Kanzel aus 1760er Jahren und die Figur des Auferstandenen Christus aus den 1770er Jahren stammen aus der Bildhauerwerkstatt von Christian Bernhard Schmidt aus Rößel. Zu den wertvollen Goldschmiededenkmälern gehört eine barocke Monstranz aus dem Ende des 17. Jahrhunderts.